# Chicken (Alaska)

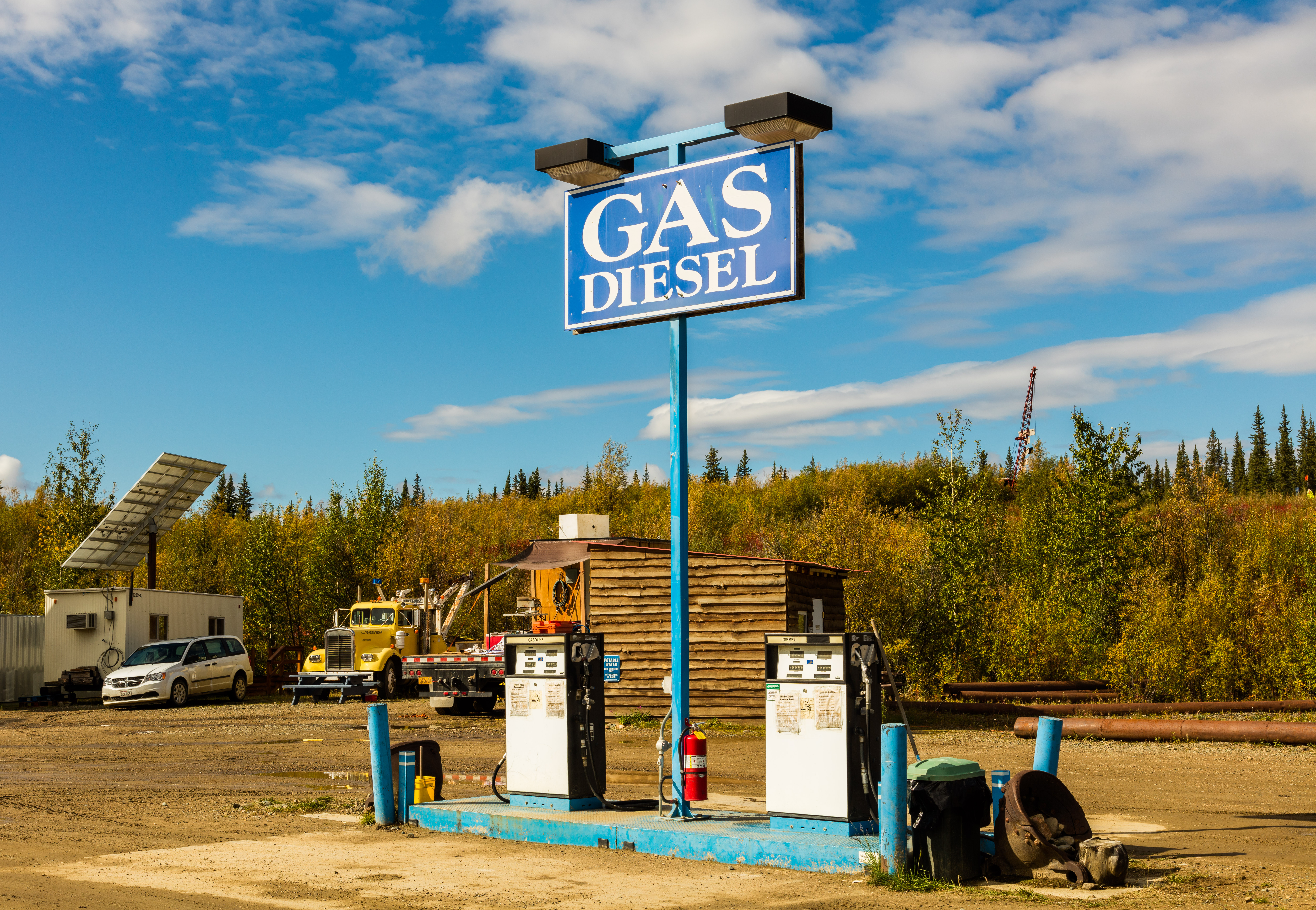
Gasolinera, Chicken, Alaska.

Río South Fork, Chicken.

Chicken (en español 'Pollo') es un lugar designado por el censo situado en el área censal de Southeast Fairbanks, Alaska  (Estados Unidos). Según el censo de 2010 tenía una población de 7 habitantes.

## Demografía
Según el censo de 2010, Chicken tenía una población en la que el 100,0% eran blancos, 0,0% afroamericanos, 0,0% amerindios, 0,0% asiáticos, 0,0% isleños del Pacífico, el 0,0% de otras razas, y el 0,0% pertenecían a dos o más razas. Del total de la población el 14,3% eran hispanos o latinos de cualquier raza.

## Localidades adyacentes
El siguiente diagrama muestra a las localidades más próximas a Chicken.